# غوغردتشي
غوغردتشي هي قرية في مقاطعة تكاب، إيران. يقدر عدد سكانها بـ 114 نسمة بحسب إحصاء 2016.